# Gerald Henderson, Jr.
Jerome McKinley "Gerald" Henderson, Jr. američki je profesionalni košarkaš. Igra na poziciji bek šuter, a trenutačno je član NBA momčadi Charlotte Bobcatsa. Izabran je u 1. krugu (12. ukupno) NBA drafta 2009. od strane istoimene momčadi. 

## Rani život
Henderson je pohađao srednju školu Episcopal Academy u Merionu, saveznoj državi Pennsylvania. Uz to je obrazovan i kao freshman osvojio sve konferencijske nagrade u golfu, a u atletici je dva puta bio ligaški prvak u skoku u vis i troskoku. Sin je bivšeg NBA igrača Geralda Hendersona, starijeg.

## Sveučilište
Nakon što je većinu prve godine proveo na klupi, Henderson na drugoj godini ulazi u prvu petorku Blue Devilsa i u prosjeku postiže 12.7 poena po utakmici. Tijekom treće godine preuzeo je ulogu najboljeg igrača i vođe momčadi. Bio je prvi strijelac Blue Devilsa (16.5) i dobio je priznanje u All-ACC prvu petorku.

## NBA
Izabran je kao dvanaesti izbor NBA drafta 2009. od strane Charlotte Bobcatsa.

## Vanjske poveznice
- Profil na ESPN.com